# Догиль, Георгий Платонович
Георгий Платонович Догиль — селекционер овец, заслуженный зоотехник РСФСР, директор Рубцовского госплемрассадника, лауреат Сталинской премии за 1948 год.

## Биография
Родился в 1908 г.
В декабре 1934 года назначен первым директором только что созданного Рубцовского государственного племенного рассадника мериносовых овец Западно-Сибирского краевого земельного управления. Возглавил работу по созданию новой породы, в основу которой взяты мериносы, разводившиеся в Сибири с 1904—1905 годов и происходившие от кавказских мериносов.
В результате И. Ф. Логинов, С. С. Крымский, Г. П. Догиль, С. М. Попов, Г. С. Литовченко, Н. А. Васильев вывели новую тонкорунную породу «Сибирский рамбулье», живой вес баранов 100—120 кг и овцематок 60—70 кг. Настриг шерсти с маток 6,0-6,5 кг при длине шерсти 7—8 сантиметров. Ценным качеством сибирских рамбулье была их крепкая конституция и соответственно хорошая приспособленность к местным сибирским условиям: зима 7 месяцев с сильными морозами и метелями.
Награждён Малой золотой медалью ВСХВ (1939).
С 25.06.1941 по 1945 г. в армии, капитан, место службы: 188 сд 37 А 3 УкрФ. Награждён орденом Отечественной войны I степени (14.09.1944).
После демобилизации вернулся на прежнее место работы. В 1950-е годы колхозы в районе Рубцовского госплемрассадника Алтайского края от более чем 60 тыс. тонкорунных овец получали с каждой в среднем по 8 кг шерсти.
Лауреат Сталинской премии за 1948 г. — за выведение новой высокопродуктивной тонкорунной породы овец «Сибирский рамбулье».
Заслуженный зоотехник РСФСР.

## Сочинения
- Тонкорунное овцеводство в колхозе имени Сталина [Текст] / Г. Догиль, дир. Рубцов. госплемрассадника. — Барнаул : Алт. кн. изд-во, 1958. — 24 с.; 16 см. — (Б-чка овцевода В).